# Țibărsko blato
Țibărsko blato este o arie protejată (arie de protecție specială avifaunistică — SPA) din Bulgaria întinsă pe o suprafață de 909,76 ha, integral pe uscat.

## Localizare
Centrul sitului Țibărsko blato este situat la coordonatele 43°49′18″N 23°28′22″E / 43.821667°N 23.472778°E.

## Înființare
Situl Țibărsko blato a fost declarat arie de protecție specială avifaunistică în martie 2007 pentru a proteja 10 specii de animale.

## Biodiversitate
Situată în ecoregiunea continentală, aria protejată nu include niciun habitat protejat.
La baza desemnării sitului se află mai multe specii protejate de  păsări (10): stârc roșu (Ardea purpurea), rață roșie (Aythya nyroca), buhai de baltă (Botaurus stellaris), chirighiță-cu-obraz-alb (Chlidonias hybridus), șoim dunărean (Falco cherrug), găinușă de baltă (Gallinula chloropus), stârc pitic (Ixobrychus minutus), pescăruș râzător (Larus ridibundus), cristei de baltă (Rallus aquaticus), nagâț (Vanellus vanellus).